# Henry Bingham Baring
Pour les autres membres de cette famille, voir Famille Baring et pour les homonymes, voir Baring.
Henry Bingham Baring (4 mars 1804 - 25 avril 1869), est un homme politique britannique.

## Biographie
Fils de Henry Baring et petit-fils de William Bingham,
Henry Bingham Baring siège au Parlement de 1831 à 1868.
Il est Junior Lords du Trésor de 1841 à 1846.

## Sources
- (en) Cet article est partiellement ou en totalité issu de l’article de Wikipédia en anglais intitulé « Henry Bingham Baring » (voir la liste des auteurs).